# Município de Wolf Pit (condado de Richmond, Carolina do Norte)
O município de Wolf Pit (em inglês: Wolf Pit Township) é um localização localizado no  condado de Richmond no estado estadounidense da Carolina do Norte. No ano 2010 tinha uma população de 8.425 habitantes.

## Geografia
O município de Wolf Pit encontra-se localizado nas coordenadas 34° 53′ 58,55″ N, 79° 47′ 13,21″ O.